# Leo Weisse
Leo Weisse (* 22. Juni 1911 in Moskau; † September 2000 in Saint-Martin-de-l’Arçon) war ein deutscher Fotograf.

## Leben
Nach der Oktoberrevolution wurde die geschiedene Mutter mit Weisse und zwei Geschwistern nach Sibirien vertrieben. Nachdem die Familie von Verwandten in der Schweiz nach Deutschland geholt worden war, begann er in Berlin eine Ausbildung zum Ingenieur. 1940 wurde er zum Kriegsdienst einberufen.
In den 1950er-Jahren gründete er gemeinsam mit Karl Löb die Firma Löb und Weisse. Leo Weisse machte sich als Set-Fotograf einen Namen und wurde für deutsche und internationale Filmproduktionen engagiert. Er lieferte unter anderem die fotografische Dokumentationen zu Bekenntnisse des Hochstaplers Felix Krull (1957), Das Totenschiff (1959), Das Gasthaus an der Themse (1962), Die verlorene Ehre der Katharina Blum (1975), Fabian (1979/1980), Das Traumhaus (1980), Die Sehnsucht der Veronika Voss (1981/1982) und vielen anderen mehr. In den 1960er-Jahren folgte die Gründung der Firma Teampress Helmut Ludwig, Leo Weisse. Weisse war an zahlreichen Filmproduktionen von Münchner Produktionsgesellschaften beteiligt und wurde zum gefragten Szenefotografen in München. Unter anderem kam es in den folgenden Jahren zu einer Zusammenarbeit mit dem Theaterregisseur Rainer Werner Fassbinder.
1971 begleitete Leo Weisse im Auftrag der Münchner Constantin Film im Februar Andy Warhol und Mitglieder der New Yorker Factory auf der Promotion-Tour für den Film Trash (1970) durch Westdeutschland. Ein Teil der Aufnahmen ging in diesem Zusammenhang an die Deutsche Presse-Agentur. 2014 wurden die Bilder der Auftragsarbeit in der Ludwig Galerie Schloss Oberhausen erstmals ausgestellt.
1975 spielt Weisse in der Verfilmung von Heinrich Bölls Roman Die verlorene Ehre der Katharina Blum eine Nebenrolle (Fotograf Schönner). Außerdem wirkte er in dem Film Deine Zärtlichkeiten (1969) mit.
Er starb im September 2000 in Saint-Martin-de-l’Arçon in Südfrankreich.

## Familie
Leo Weisse war mit der Dichterin und Malerin Drosera Eva Weisse (* 1928) verheiratet. Aus der Ehe gingen zwei Söhne hervor, Simon Weisse und Markus–Anatol Weisse; von dessen Leben in Frankreich und Reise mit der Mutter nach Berlin handelt der 1999 gedrehte Dokumentarfilm Die Markus Family von Elfi Mikesch.

## Ausstellungen (Auswahl)
- 2012: Andy Warhol in Deutschland (1971) – Fotografien von Leo Weisse, Galerie Simon Krätz, Kassel[4]
- 2014: Pop-Artist, Ludwig Galerie Schloss Oberhausen.[5]

Weitere Fotos von Weisse waren auch im Rahmen anderer Warhol-Ausstellungen zu sehen.